# Plateje
Plateje (stgr. Πλάταια, Plataja lub Πλαταιαί, Platajaj, nwgr. Πλαταιές, Platees) – miejscowość w Grecji, w administracji zdecentralizowanej Tesalia-Grecja Środkowa, w regionie Grecja Środkowa, 
w jednostce regionalnej Beocja, w gminie Teby, przy granicy z Attyką. W 2011 roku liczyła 944 mieszkańców.

## Historia
W VI wieku p.n.e. znalazło się pod silnym naciskiem Teb żądających przyłączenia go do Związku Beockiego. W roku 519 p.n.e. Platejczycy poprosili o pomoc Spartę. Spartanie, którym nade wszystko chodziło o poróżnienie Teb z Atenami, poradzili Platejczykom, by zwrócili się o pomoc do tyranów ateńskich, Pizystratydów. Cel Sparty został osiągnięty. Doszło do wojny, a w decydującej bitwie górą byli Ateńczycy. Przesunęli też zaraz granice Platejów (i pobliskiego Hysiaj), a samo miasto przyłączyli do Attyki. Nie należało ono jednak do systemu wyborczego Aten, a więc jego mieszkańcy nie byli pełnoprawnymi obywatelami.
Około 1000-osobowy kontyngent Platejczyków walczył w 490 p.n.e. u boku Ateńczyków pod Maratonem.
W roku 479 p.n.e., podczas wyprawy Kserksesa I, pod Platejami doszło do decydującej bitwy lądowej, w której zjednoczone siły Hellenów pod dowództwem regenta spartańskiego Pauzaniasza  pokonały silną armię Mardoniusza.
W roku 431 p.n.e. miał miejsce tzw. incydent platejski, który zapoczątkował wojny peloponeskie: na skutek zdrady do miasta wdarł się 300-osobowy oddział hoplitów tebańskich. Platejczycy uderzyli na nich, 120 zabili, resztę wzięli do niewoli. Gdy pod murami pojawiła się liczniejsza armia beocka, mieszkańcy miasta zagrozili uśmierceniem jeńców, wobec czego dowódca tebański nakazał wycofanie się. Platejczycy nie wywiązali się z obietnicy uwolnienia jeńców i dokonali na nich rzezi. Wkrótce pojawiły się wojska ateńskie i obsadziły miasto. Obie zwaśnione strony uznały incydent za powód do wojny. W roku 428 p.n.e., po długim oblężeniu, Plateje skapitulowały wobec wojsk spartańskich. Mężczyzn stracono, kobiety i dzieci sprzedano w niewolę, a miasto zrównano z ziemią.
W roku 338 p.n.e., po bitwie pod Cheroneą, Macedończycy ogłosili niezależność Platejów, ale odbudować je kazał dopiero Aleksander Wielki.